# Оксиди
Окси́ди (також застаріле о́кисли) — неорганічні бінарні сполуки, до складу яких входить кисень у ступені окиснення -2. В таких сполуках кисень може зв'язуватися лише з менш електронегативними елементами, тобто з усіма, окрім фтору (такі сполуки вважаються фторидами кисню). Відомі також оксиди інертних газів.

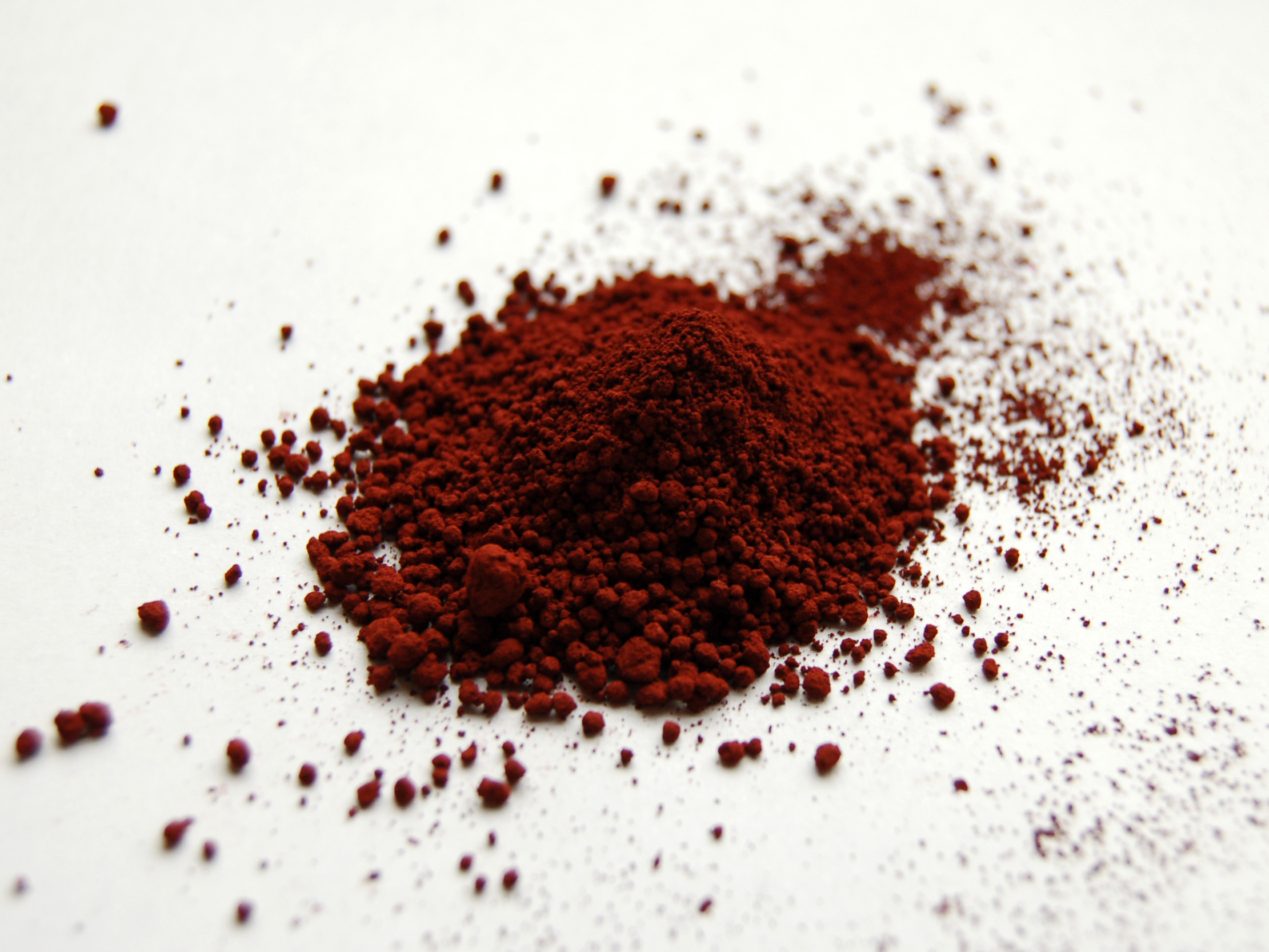
Оксид заліза(III)

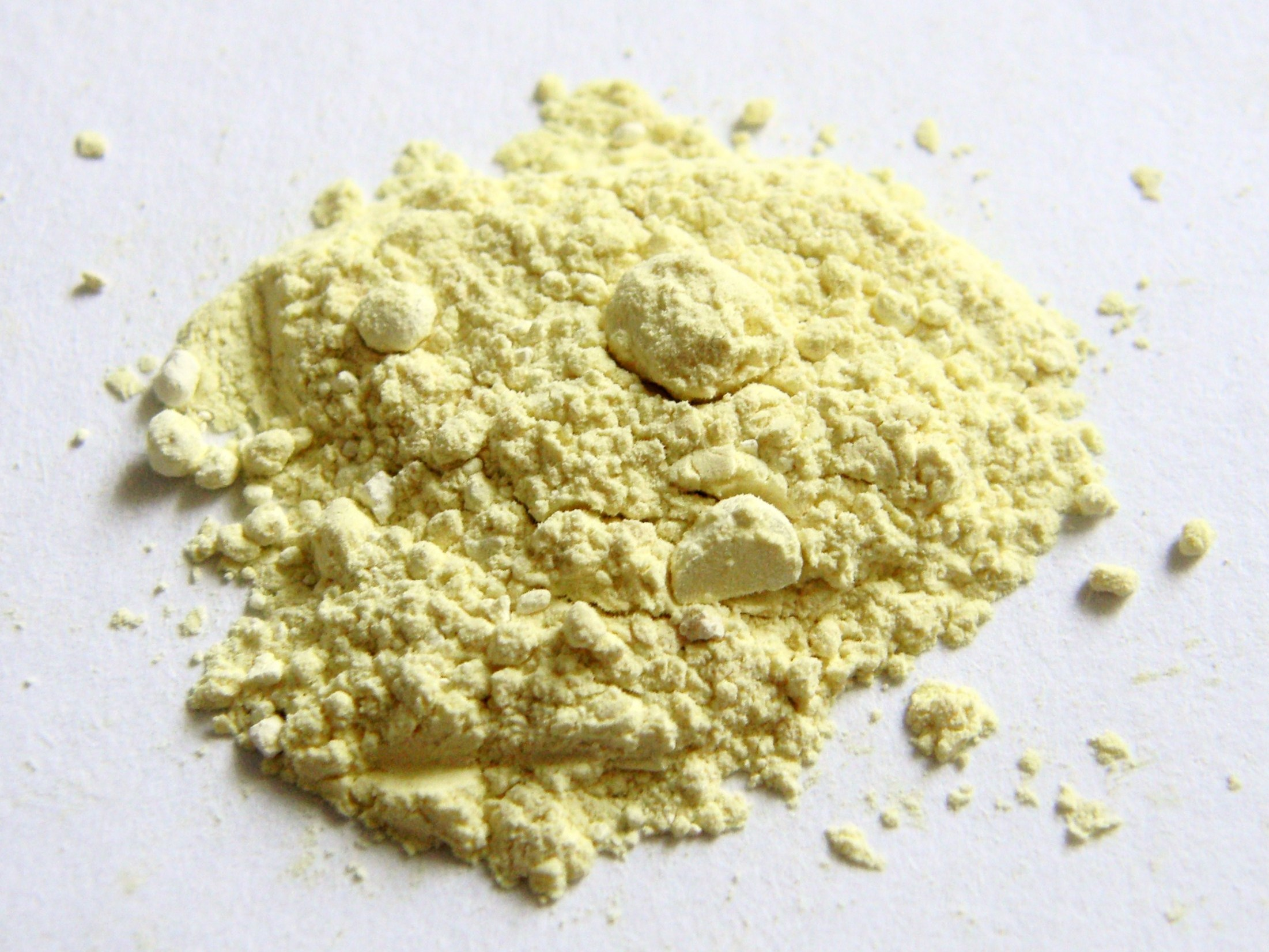
Оксид бісмуту(III)

Оксиди є найпоширенішими сполуками на Землі: до цього класу належить вода, пісок, вуглекислий газ, оксид алюмінію та оксид заліза, які є основою багатьох мінералів, тощо.

## Склад і номенклатура
З огляду на те, що кисень проявляє в оксидах сталий ступінь окиснення -2, їх розподіляють за ступенем окиснення парного елементу. Так, всі оксиди можна поділити на групи: R2О, RO, R2О3, RO2, R2О5, RO3, R2О7 і RO4, де R — відповідний елемент (метал або неметал).
| Формули вищих солетвірних оксидів і летких водневих сполук хімічних елементів залежно від номера групи | Формули вищих солетвірних оксидів і летких водневих сполук хімічних елементів залежно від номера групи | Формули вищих солетвірних оксидів і летких водневих сполук хімічних елементів залежно від номера групи | Формули вищих солетвірних оксидів і летких водневих сполук хімічних елементів залежно від номера групи | Формули вищих солетвірних оксидів і летких водневих сполук хімічних елементів залежно від номера групи | Формули вищих солетвірних оксидів і летких водневих сполук хімічних елементів залежно від номера групи | Формули вищих солетвірних оксидів і летких водневих сполук хімічних елементів залежно від номера групи | Формули вищих солетвірних оксидів і летких водневих сполук хімічних елементів залежно від номера групи | Формули вищих солетвірних оксидів і летких водневих сполук хімічних елементів залежно від номера групи |
| --- | --- | --- | --- | --- | --- | --- | --- | --- |
| Група елементу                                                                                         | I | II | III | IV | V | VI | VII | VIII                                                                                                   |
| Вищий солетвірний оксид                                                                                | E2O | EO | E2O3                                                                                                   | EO2 | E2O5                                                                                                   | EO3 | E2O7                                                                                                   | EO4 |
| Летка воднева сполука елементів головної підгрупи                                                      | — | — | — | EH4 | EH3 | EH2 | EH | — |

Якщо хімічний елемент проявляє сталу валентність і з киснем утворює тільки один оксид, то його називають просто оксидом цього елементу. Наприклад, K2O — оксид калію, CaO — оксид кальцію, Al2O3 — оксид алюмінію і т. д. Якщо ж елемент проявляє змінну валентність і утворює по кілька оксидів, то він може записуватися з додаванням валентності елемента. Наприклад, FeO — оксид заліза(II), Fe2O3 — оксид заліза(III).
Дещо застарілими є варіанти назв, в яких до слова оксид додаються префікси з грецьких числівників, які показують кількість атомів кисеню, що припадають на один атом даного елементу. Наприклад, Cu2O — геміоксид (півоксид) міді, NO — монооксид азоту, Cr2O3 — сесквіоксид (півтораоксид) хрому, TiO2 — діоксид (двооксид) титану, V2O5 — геміпентаоксид (півп'ятиоксид) ванадію, SO3 — триоксид сірки, Cl2O7 — гемігептаоксид хлору, OsO4 — тетраоксид осмію. Більше чотирьох атомів кисню, що припадають на один атом елементу, в нормальних оксидів не буває.
Крім того, деякі оксиди мають ще й особливі, тривіальні назви. Наприклад, діоксид вуглецю CO2 називають вуглекислим газом, діоксид сірки SO2 — сірчистим газом, монооксид вуглецю CO — чадним газом тощо. Більшість оксидів неметалів називають ангідридами відповідних кислот. Наприклад, триоксид сірки SO3 називають сульфатним ангідридом (ангідридом сульфатної кислоти H2SO4), оксид фосфору P2O5 — фосфатним ангідридом (ангідридом фосфатної кислоти H3PO4) і т. д.

## Фізичні властивості
Оксиди металів являють собою кристалічні речовини. Оксиди неметалів — це, навпаки, переважно леткі речовини і гази.

## Класифікація

### Осно́вні оксиди
Осно́вні оксиди — це оксиди, яким відповідають основи. Осно́вними оксидами є, наприклад, Na2O, K2O, CaO, MgO. Деякі оксиди легко взаємодіють з водою з утворенням відповідних основ:
{\displaystyle \mathrm {CaO+H_{2}O\longrightarrow Ca(OH)_{2}} }
{\displaystyle \mathrm {K_{2}O+H_{2}O\longrightarrow 2KOH} }
Деякі оксиди, наприклад, Ag2O, з водою не взаємодіють, однак нейтралізують кислоти і тому вважаються осно́вними:
{\displaystyle \mathrm {Ag_{2}O+2HCl\longrightarrow 2AgCl+H_{2}O} }
Характерною хімічною властивістю осно́вних оксидів є їхня взаємодія з кислотами. При цьому, як правило, утворюються сіль і вода:
{\displaystyle \mathrm {MgO+2HCl\longrightarrow MgCl_{2}+H_{2}O} }
При взаємодії з кислотними і амфотерними оксидами вони утворюють солі, а між собою не взаємодіють. Наприклад:
{\displaystyle \mathrm {CaO+CO_{2}\longrightarrow CaCO_{3}} }
{\displaystyle \mathrm {Na_{2}O+ZnO\longrightarrow Na_{2}ZnO_{2}} }
В осно́вних оксидах метали проявляють низьку валентність (не більше +3). Більшість осно́вних оксидів з водою безпосередньо не взаємодіють, за виключенням лужних та лужноземельних металів. Всім осно́вним оксидам відповідають гідроксиди, які проявлять осно́вні властивості.

### Кислотні оксиди

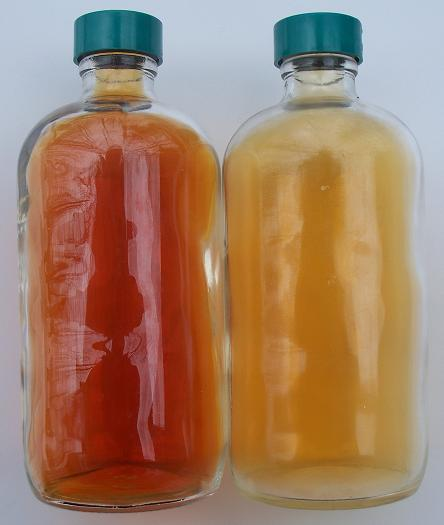
Склянки з газуватими кислотними оксидами NO_{2} та N_{2}O_{4}

До кислотних оксидів відносять такі оксиди, які взаємодіють з осно́вними та амфотерними оксидами, а також з їхніми гідроксидами з утворенням солей. Наприклад:
{\displaystyle \mathrm {P_{2}O_{5}+3CaO\longrightarrow Ca_{3}(PO_{4})_{2}} }
{\displaystyle \mathrm {SO_{3}+ZnO\longrightarrow ZnSO_{4}} }
{\displaystyle \mathrm {CO_{2}+2NaOH\longrightarrow Na_{2}CO_{3}+H_{2}O} }
{\displaystyle \mathrm {WO_{3}+PbO{\xrightarrow {600-800^{o}C}}\ PbWO_{4}} }
До кислотних оксидів відносяться також оксиди інертних газів, наприклад, оксиди ксенону, які у воді утворюють відповідні кислоти, а з гідроксидами — солі:
{\displaystyle \mathrm {XeO_{3}+H_{2}O\leftrightarrow H_{2}XeO_{4}} }
{\displaystyle \mathrm {XeO_{4}+2H_{2}O\leftrightarrow H_{4}XeO_{6}} }
{\displaystyle \mathrm {XeO_{4}+4NaOH\longrightarrow Na_{4}XeO_{6}+2H_{2}O} }
Кислотні оксиди також називають ангідридами (зневодненими кислотами), вказуючи цим, що їх можна одержати з відповідних кислот, віднімаючи від них елементи води, але такий термін вже не є широковживаним. Кислотні оксиди утворюються неметалами та деякими металами, які проявляють змінну валентність. Ступінь окиснення металів у кислотних оксидах буває від +4 до +7. Наприклад, CrO3 — оксид хрому(VI) (ступінь окиснення хрому +6), Mn2O7 — оксид марганцю(VII) (ступінь окиснення марганцю +7) і т. д.
Деякі кислотні оксиди взаємодіють з водою, утворюючи відповідні кислоти, але також є оксиди, які не взаємодіють з водою. Наприклад, SiO2 практично не розчинний у воді, однак він нейтралізує основи, тому є кислотним оксидом:
{\displaystyle \mathrm {2NaOH+SiO_{2}\longrightarrow Na_{2}SiO_{3}+H_{2}O} }
Кислоти тих кислотних оксидів, що безпосередньо з водою не взаємодіють, одержують посереднім шляхом.

### Амфотерні оксиди
Амфотерними називають такі оксиди, які взаємодіють як з кислотами, так і з основами, утворюючи сіль і воду. При взаємодії з кислотами вони поводять себе як основні оксиди, а при взаємодії з основами — як кислотні.
{\displaystyle \mathrm {ZnO+H_{2}SO_{4}\longrightarrow ZnSO_{4}+H_{2}O} }
{\displaystyle \mathrm {ZnO+2NaOH\longrightarrow Na_{2}ZnO_{2}+H_{2}O} }
З водою амфотерні оксиди не взаємодіють. Амфотерні оксиди утворюються тільки металами з валентністю від II до IV. До амфотерних оксидів належать ZnO, SnO, PbO, Al2O3, SnO2 і ін.
Отже, неметали утворюють тільки кислотні оксиди, а метали можуть утворювати основні, амфотерні і кислотні. Причому для металів із змінною валентністю існує така залежність: при низькому валентному стані металу (не вище III) він утворює осно́вний оксид, при високому валентному стані (від IV до VII) він утворює кислотний оксид, а при проміжному (звичайно від II до IV) він утворює амфотерний оксид.
Осно́вні, кислотні і амфотерні оксиди називають ще солетвірними, бо вони при взаємодії з кислотами або основами утворюють солі.

### Індиферентні оксиди
Індиферентними називають такі оксиди, які не взаємодіють ні з кислотами, ні з основами і солей не утворюють. Тому їх називають ще несолетвірними оксидами. Індиферентних оксидів небагато: до них належать монооксид вуглецю CO, оксид азоту(I) N2O, оксид азоту(II) NO і деякі інші.

### Подвійні оксиди

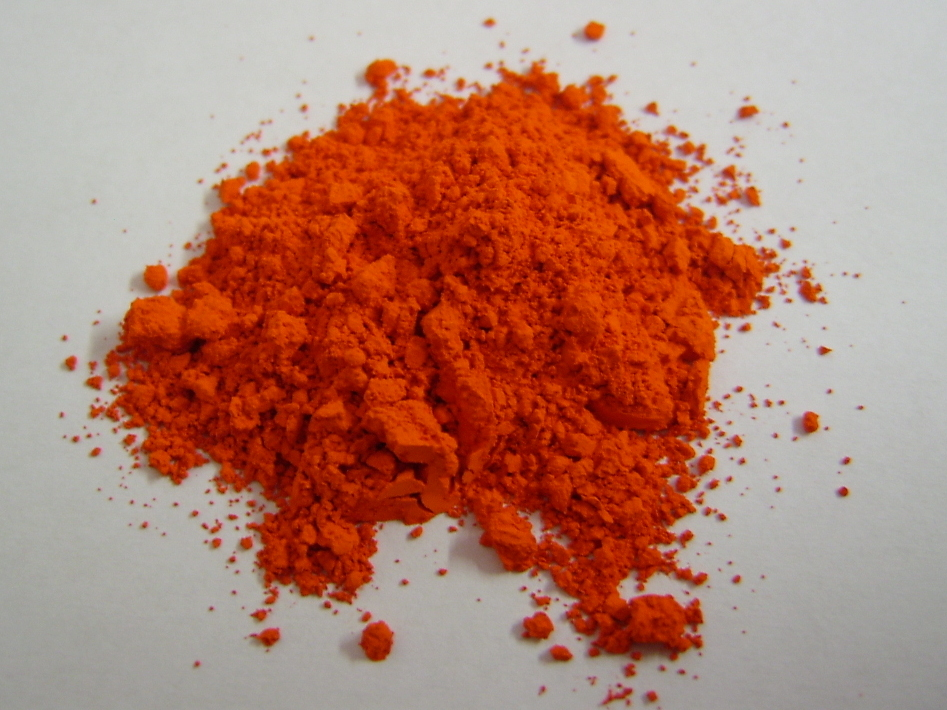
Змішаний оксид свинцю

Деякі елементи можуть утворювати подвійні (змішані) оксиди. До таких речовин відносяться, наприклад, змішані оксиди заліза FeO·Fe2O3, свинцю PbO·PbO2 та срібла Ag2O·Ag2O3

## Отримання
Оксиди можна одержувати різними способами.
- Безпосереднім сполученням елементів з киснем:

{\displaystyle \mathrm {2Zn+O_{2}\longrightarrow 2ZnO} }
{\displaystyle \mathrm {4P+5O_{2}\longrightarrow 2P_{2}O_{5}} }
- Окисленням різних сполук киснем:

{\displaystyle \mathrm {CH_{4}+2O_{2}\longrightarrow CO_{2}+2H_{2}O} }
{\displaystyle \mathrm {H_{2}S+3O_{2}\longrightarrow 2SO_{2}+2H_{2}O} }
- Розкладанням гідроксидів при нагріванні:

{\displaystyle \mathrm {Ca(OH)_{2}\longrightarrow CaO+H_{2}O} }
{\displaystyle \mathrm {2Fe(OH)_{3}\longrightarrow Fe_{2}O_{3}+3H_{2}O} }
- Розкладанням солей кисневих кислот при нагріванні:

{\displaystyle \mathrm {CaCO_{3}\longrightarrow CaO+CO_{2}} }
{\displaystyle \mathrm {Cu_{2}(OH)_{2}CO_{3}\longrightarrow CuO+CO_{2}+H_{2}O} }